# Moruloidea
Moruloidea là một chi giáp xác trong họ Sphaeromatidae.

## Các loài
- Moruloidea darwinii
- Moruloidea fraudatrix
- Moruloidea ornata
- Moruloidea perionasus
- Moruloidea tasmaniae
- Moruloidea tumida